# Стантон (Северна Дакота)
Стантон (енгл. Stanton) град је у америчкој савезној држави Северна Дакота.

## Демографија
По попису из 2010. године број становника је 366, што је 21 (6,1%) становника више него 2000. године.
| Група             | 2000.       | 2010.       |
| Белци             | 329 (95,4%) | 355 (97,0%) |
| Афроамериканци    | 0 (0,0%)    | 0 (0,0%)    |
| Азијати           | 2 (0,6%)    | 1 (0,3%)    |
| Хиспаноамериканци | 1 (0,3%)    | 1 (0,3%)    |
| Укупно            | 345         | 366         |